# Dicksonia expansa
Dicksonia expansa là một loài dương xỉ trong họ Dicksoniaceae. Loài này được Klf., Fee mô tả khoa học đầu tiên năm 1850.
Danh pháp khoa học của loài này chưa được làm sáng tỏ. 